# Agustín Moreto
Agustín Moreto y Cavana (Madrid, 9 de abril de 1618-Toledo, 28 de octubre de 1669) fue un dramaturgo español barroco del Siglo de Oro perteneciente a la llamada «escuela de Calderón». Sus obras más reconocidas son El desdén, con el desdén (1654), una elegante y divertida comedia palatina o «de fábrica»; y El lindo don Diego (1662), comedia de capa y espada de las llamadas «de figurón». Entre sus obras graves destaca San Franco de Sena (1652), una comedia de santos influida por El condenado por desconfiado (1635) de Tirso de Molina.

## Biografía
Agustín Moreto y Cavana nace en 1618, en el seno de una familia de la alta burguesía comerciante italiana. Aunque estudió súmulas, lógica y física durante tres años, acabó graduándose en Artes hacia 1639 por la Universidad de Alcalá. Sus primeros trabajos, los entremeses El poeta o La Perendeca, son ya de la época estudiantil.
En 1642 se ordena clérigo de órdenes menores y es enviado a Mondéjar, una población de la actual Guadalajara. Aunque conoció prontamente al rey Felipe IV, fueron años difíciles para la dramaturgia debido al duelo escénico (1644 - 1651) a causa de la muerte de la reina Isabel de Francia, esposa primera del monarca. En estos años ingresa en la Academia Castellana, y ya a mediados de siglo es un autor de renombre: con poco más de 30 años se había consagrado ya en las representaciones de Palacio y en las del Coliseo del Buen Retiro.
Estos años son de gran actividad para el comediógrafo, en lo que será un crescendo que alcanzará su culminación a partir de comienzos de los cincuenta, alrededor de su ordenación como sacerdote. En este fértil periodo se representaron más de una treintena de piezas de su teatro breve, frente a las cuatro de la etapa previa. Entre 1665 y 1667 cierran los dos grandes corrales madrileños -el del Príncipe y el de la Cruz- por la muerte del rey Felipe IV. Moreto muere en 1669 tras enfermar, mientras escribía Santa Rosa de Perú.
Autores y actores dan algunas señas para comprender la gran estima que se tuvo por el escritor en su época. Baltasar Gracián, Sor Juana Inés de la Cruz o Álvaro Cubillo de Aragón elogiaron sus obras, y el primero llegó a considerarle “el Terencio de España”. Por si esto fuera poco, Moreto se encuentra en los repertorios de todas las grandes compañías de la época, siendo representado por los actores y actrices más afamados (Juan Rana, Francisca Bezón…).
Los testimonios indican que la representación de sus obras decrece hasta llegada la década de los 80, cuando famosas compañías como la de Francisca Bezón repusieron su obra póstumamente. Con todo, no es cierto que frenara su producción teatral al ordenarse sacerdote, según afirma Nicolás Antonio. 
En su testamento indicó que dejaba todos sus bienes a los pobres. En 1679 apareció póstuma la Segunda parte de sus comedias. Dejó un corpus de unas cuarenta comedias escritas en solitario, una veintena en colaboración con otros dramaturgos y treinta y cinco loas, entremeses y bailes dramatizados.

## Contexto artístico

### El teatro europeo del XVII
Desde finales del XVI y durante todo el siglo XVII en Europa, el teatro fue la actividad social por excelencia en torno a la cual se reunía tanto la aristocracia como los que vivían de sus manos, y por supuesto una creciente burguesía que iba configurando la clase media. Junto a esta dimensión social del teatro barroco, se afianza la idea de nación (implícita o explícita, como en el Quijote) que en muchas ocasiones lo complementa y que hace referencia a las numerosas obras de carácter histórico que afianzaban el sentir de un pueblo que paulatinamente se iba identificando como nación.
En Inglaterra se creó el denominado teatro isabelino, en un periodo que va desde 1558 a 1603, fecha en la que fallece Isabel I. Junto a la imprescindible figura de Shakespeare, creador de obras universales, bien tragedias -Hamlet, Romeo y Julieta, Otelo, El rey Lear, Macbeth- o bien comedias, como El mercader de Venecia, El sueño de una noche de verano, La tempestad; habría que señalar las aportaciones de Thomas Kyd (1558-1594) autor de Tragedia española y un primer Hamlet y de Cristopher Marlowe (1564-1593) autor de la Tragedia del Doctor Fausto, Dido, reina de Cartago, Eduardo II,… Otros autores destacados son Ben Jonson (1572-1637) o John Webster (1580-1633)… 
En Francia, el teatro siguió una línea distinta tomada tempranamente bajo la protección real, hecho que condicionó sus estructuras y carácter. El teatro del XVII tiene como referencia a un autor universal como es Jean-Baptiste Poquelin (1622-1673), más conocido como Molière, cuyas obras pertenecen, como las de Shakespeare, al patrimonio cultural de la modernidad. Obras como El misántropo o El atrabiliario enamorado, El médico a palos, El avaro, Anfitrión, Tartufo, El enfermo imaginario …
En este contexto de autores y obras que han llegado a nuestros días con una vigencia incuestionable, se inserta el teatro español de los Siglos de Oro como una de las ramas más indispensables del teatro europeo. Heredero de la Commedia dell´Arte italiana, el teatro barroco español alcanza su máximo esplendor durante los reinos de Felipe III, Felipe IV y Carlos II, es decir entre 1598 y 1700, aunque realmente podría considerarse la muerte de Calderón en 1681 como el final del periodo áureo. La producción dramática de esta época no admite comparaciones con ninguna otra debido a la ingente cantidad de obras publicadas, junto con otras muchas que no han llegado a nuestros días, pero de las que nos llegan noticias por otros medios. Al igual que las obras, sus autores son también numerosísimos y su nómina difícil de delimitar. Con todo ello, Moreto está considerado como uno de los seis grandes dramaturgos de la escena áurea, lo cual muestra la importancia de este autor, que llegó a competir en popularidad con Calderón y Rojas.

## Obra
Moreto se encuadra en la escuela dramática de Pedro Calderón de la Barca, a quien conoció y admiró. Como los dramaturgos de esta época, reelaboró comedias anteriores suprimiendo los defectos que encontraba en las mismas, si bien algún contemporáneo, como Jerónimo de Cáncer y Velasco, se lo hizo notar. Destaca especialmente como un fino cincelador de caracteres, un gran observador y un maestro del diálogo gracioso, elegante e inteligente. Es proclive a las sentencias y al consejo moralizador, pero lo hace con una gracia y finura inimitables, talentos que se revelaron poderosamente en el género de la comedia. Todas estas cualidades presagian ya la comedia neoclásica del siglo XVIII.

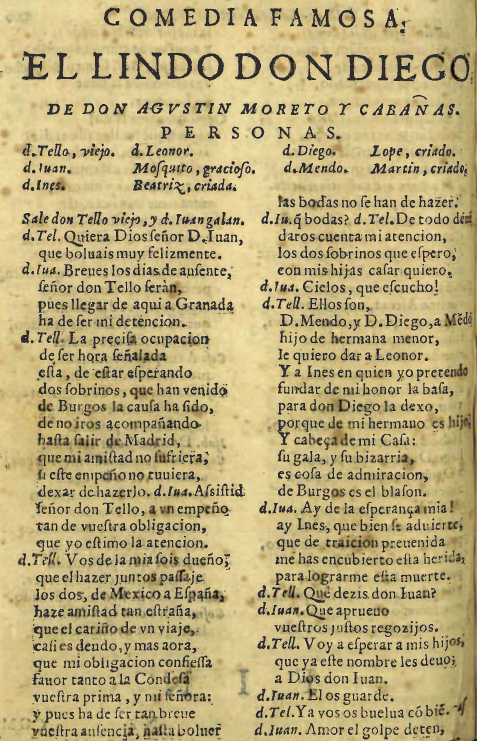
Íncipit de la edición de «El lindo don Diego», f. 100v. de la Parte diez y ocho de comedias nuevas escogidas de los mejores ingenios de España ..., Madrid, Gregorio Rodríguez, 1662, f. 100v.-120v.

Sus dos comedias más famosas, que han pasado al repertorio de los clásicos, son El desdén, con el desdén y El lindo don Diego. El desdén, con el desdén es una comedia de salón con antecedente en La vengadora de las mujeres de Lope de Vega, y fue imitada por Molière en La princesse d'Élide y Carlo Gozzi en la Principessa filosofa, entre otros muchos como Marivaux, Tauro, Alain René Lesage, etc. En ella un enamorado galán decide escarmentar a la mujer esquiva cuyo amor persigue, desdeñosa con todos sus pretendientes, haciéndose igualmente desdeñoso y esquivo, con lo que viene a suscitar su curiosidad y, por fin, su amor. Para ello recurre a los sabios consejos de su criado, que conoce bien la naturaleza humana.
En El lindo don Diego es una de las primeras comedias de figurón, o de carácter; se satiriza en ella el afeminamiento cortesano con finísima ironía en la persona del carácter central, que pierde el tiempo miserablemente acicalándose, siendo esclavo de las modas y presumiendo; al final se queda burlado y sin pareja. La obra posee una fuerte vis cómica y deriva de El Narciso en su opinión, de Guillén de Castro. Sin embargo, en su tiempo también fueron famosas otras comedias suyas, como No puede ser, reelaboración de El mayor imposible de Lope de Vega, que fue refundida e imitada en Inglaterra. De fuera vendrá quien de casa nos echará, inspirada en ¿De cuándo acá nos vino?, también de Lope, que inspiró a su vez Le baron d'Abicras de Pierre Corneille. Hasta el fin nadie es dichoso refunde la obra de Guillén de Castro Los enemigos hermanos. Los jueces de Castilla se centra en la personalidad de Ramiro II de León (931-951) como símbolo del nacimiento de Castilla.
La Primera Parte de sus comedias (1654) incluye entre otras obras una tragedia de honor conyugal heterodoxa, La fuerza de la ley; una comedia de privanza, El mejor amigo, el rey, y la muy celebrada comedia palatina El desdén, con el desdén, en la que destaca la introspección psicológica en el análisis de los sentimientos amorosos. La Segunda Parte apareció en 1679.
Cultivó asimismo la comedia religiosa y hagiográfica en La cena del rey Baltasar, San Alejo, El más ilustre francés, San Fernando y San Franco de Sena; en esta última, el protagonista, un hombre entregado a la vida disipada, se juega los ojos a las cartas y los pierde; la comedia sirvió de inspiración para la escena del juego de cartas de El estudiante de Salamanca de José de Espronceda. El tema histórico aparece en El valiente justiciero y ricohombre de Alcalá, reelaboración de El infanzón de Illescas de Lope de Vega, en la que la figura del rey Pedro I de Castilla sale dignificada. También es de fondo histórico Los jueces de Castilla, quizá refundición de la comedia del mismo título de Lope, y Antíoco y Seleuco. En el género de enredo destacan La confusión de un jardín y El parecido en Corte. De tema cervantino es El licenciado Vidriera, donde la locura del protagonista es en realidad fingida y el subtítulo de la comedia, Las fortunas de Carlos, da a luz la correcta interpretación de la obra, muy lejos de la obra cervantina. Otras comedias son Industrias contra finezas, El poder de la amistad, Trampa adelante o, con Calderón de la Barca, La fingida Arcadia.
También aprovechó su gran talento para la comedia escribiendo entremeses de gran calidad, donde se mezclan las influencias de Miguel de Cervantes y de Luis Quiñones de Benavente, como El hijo del vecino o La reliquia. Dos volúmenes de Loas, entremeses y bailes de Agustín Moreto fueron compilados, estudiados y editados por María Luisa Lobato (2003).

## El desdén, con el desdén
Se le considera ejemplo de comedia palatina, un género o un subgénero dramático que representa un mundo cortesano, artificial y estilizado, donde la trama la protagonizan personajes pertenecientes a la realeza y nobleza de la alta sociedad con títulos. Consta de una perspectiva espacio-temporal, ese mundo de la comedia palatina parte de unos rasgos extemporáneos que alejan la ficción de la contemporaneidad castellana del Seiscientos, destacando espacios como diferentes reinos europeos (Francia, Italia, Hungría, Inglaterra, Alemania…) la comedia palatina tiende a desplegar un tono cómico casi carente de sentido trágico destacable en Moreto, el cual puede oscilar entre una marcada comicidad jocosa y despreocupada, o una más atenuada actitud seria. El escritor trata aquí un problema de mucho abolengo en la comedia áurea, a saber: la tendencia a desear el amor inaccesible frente a otros posibles y fáciles. Ya Lope (El perro del hortelano, Los milagros del desprecio) o Tirso (Celos con celos se curan) lo emplean anteriormente.
El teatro de Moreto está visto desde la perspectiva del pueblo antes que desde la estilizada óptica aristocrática. Por ello el papel del gracioso -en este caso el personaje de Polilla, anteriormente mencionado- es tan importante en sus obras, y bien se podría considerar que la mezcla entre lo trágico y lo cómico se inclina en el caso de este autor hacia la risa del espectador, del propio público.
La trama se basa en una inversión del método de conquista de la dama al galán: Carlos, protagonista masculino, observa que la princesa Diana es esquiva con sus pretendientes. Advirtiendo la inutilidad de adoptar las actitudes tradicionales, comienza a mostrar total desafecto por la dama. Esto surtirá el pretendido efecto, puesto que Diana acudirá inmediatamente a él, atraída por su indiferencia, y le dará su mano como esposa.
Este mismo autor destaca en esta obra que se olvida el tema del honor y deja a un lado el trágico idilio interclasista, temas muy planteados por Lope, para mostrarnos un elegante divertimento de una mujer que desdeña el amor, que tiene aficiones masculinas, como la lectura y la filosofía, y que además no quiere enamorarse ni casarse. Una parte novedosa para la época es el albedrío que se concede al personaje femenino, que decide no plegarse a lo que ordene su padre.
Destacable también que Molière -autor mencionado anteriormente- compuso La princesse Élide (1664) a partir de El desdén, con el desdén, la cual repuso en Versalles numerosos cambios en un presuntuoso espectáculo cortesano, con baile y música. Ya que principalmente las vivas figuras femeninas son las que despertaron el interés de Molière para adaptar piezas moretianas.

## El teatro breve
Es ineludible en Moreto la producción de piezas breves, que ha sido ponderada por Felicidad Buendía como la gran pluma entremesil junto con Quiñones de Benavente y Cervantes, situándose incluso por encima de Calderón. Los estudiosos de Moreto han destacado su teatro breve por un empleo del humor que excede las intenciones meramente burlescas para retratar los vicios y defectos de la sociedad tardobarroca con una hondura que parece indicar una intención ulterior moralizante. Los personajes que protagonizan piezas como La Perendeca o Los Gatillos representan al sector que se encuentra en el ostracismo social y moral. A través de estos tipos marginales se miran, amplificados, los defectos de la colectividad española: Lobato afirma que, si bien puede defenderse cierta voluntad regeneracionista, el objetivo primordial es la burla y la risa. Otras veces, sin embargo, es un agudo pintor de tipos costumbristas, a los que retrata con destreza gracias al conocimiento de sociolectos y jergas. Además de entremeses compone, también, bailes burlescos entremesados. En ocasiones, Moreto entreteje romances existentes para crear las obras, creando el denominado centón. El centón era un mecanismo de moda en la época, que el público recibía muy bien. 
Un trabajo de Héctor Brioso ya analizó el tema de la estafa en los entremeses moretianos, entendida como la burla llevada a su mayor potencial. En la clasificación que esboza se observa que la sistematización de las tramas no impide, por otro lado, la amplitud en el desempeño de vejetes, malmaridadas o sacristanes para la creación de múltiples variantes. Esta complejidad es indicadora de la sofisticación que adquiere el entremés de la mano de Moreto. En su colección existen, en total, una treintena de piezas menores en varias colecciones y manuscritos.

## Poética
La obra de Moreto ha sido mal juzgada por algunos estudiosos, que le acusan de falta de originalidad o incluso de plagio. Estas consideraciones implican un profundo desconocimiento de la historia literaria, que se cimenta incesantemente sobre la idea de imitatio hasta la llegada del Romanticismo, que instituye una nueva forma de pensar la originalidad basada en el misticismo de la creación ex nihilo. A esto se suma el contexto socioeconómico de la escritura de comedias: a raíz de una abundante y exigente demanda del público, empieza a ser necesario mecanizar la producción de textos para asegurar rapidez y éxito. Esto solo se podía lograr a través de la combinación de ingredientes fijos de calidad ya atestiguada.
Agustín Moreto tiene en los géneros cómicos su ámbito predilecto, y en ellos realiza sus mayores despliegues de talento dramatúrgico. Según Celsa García Valdés, el género en que menos destaca, en cambio, es el teatro religioso. Es fiel a las ideas de tiempos de Felipe IV: aprecia el refinamiento cortesano, las apariencias, el equilibrio psicológico y alberga una gran confianza en la racionalidad. Estos elementos lo alejan en buena medida de la escuela de Lope: se desprende del apasionamiento de los personajes y los elementos poco verosímiles, pero también pierde en cierta medida los caracteres humanos que generaba aquel. Si bien son diversos sus temas, es cierto que apenas trata en su obra el decadente mundo en que vive. Sin embargo, a diferencia de las actitudes negativas de coetáneos como Gracián o Calderón, Moreto mantiene una mirada esperanzada.
Esta predisposición ideológica lleva al dramaturgo, por tanto, a castigar a los personajes pasionales de su teatro, exaltando en cambio a los discretos y a los que son capaces de superar sus tendencias e impulsos irracionales. En el caso de su teatro breve, lo que hace es generar ejemplos negativos a través de personajes que llevan la racionalidad al límite.
Por otra parte, la pluma de Moreto es afecta a la preceptiva aristotélica. Así, los componentes fantásticos son casi inexistentes, y hay un gran respeto a la verosimilitud. Los personajes, por su parte, mantienen una notable continuidad psicológica a lo largo de las obras: es poco común que haya grandes virajes. Según Lobato, el dinamismo de la obra moretiana reside en la voluntad de lograr el equilibrio interior que albergan sus protagonistas. Su estilo se asocia mucho más a la racionalidad gracianesca que a Góngora: incluso satiriza el lenguaje culterano, como puede leerse a continuación en El lindo don Diego. Para el escritor es prioritaria la sutileza y el ingenio, y evita el hermetismo léxico y la complicación excesiva de la sintaxis. Todo ello va en la línea de la racionalidad del justo medio, de la prudencia y el sentido común: la sindéresis, en palabra de Gracián.

## Ediciones y estudios
Los hispanistas Ruth Lee Kennedy (1932), Ermanno Caldera (1960), Frank P. Casa (1966), James Agustín Castañeda (1974) y Ann L. Mackenzie (1994) han estudiado la vida y obra de Agustín Moreto. Existe un proyecto de edición de sus obras completas en doce volúmenes por parte de la Universidad de Burgos y el grupo PROTEO, un equipo internacional de especialistas coordinado por María Luisa Lobato.